# Andreu World
Andreu World S.A. és una empresa valenciana fundada el 1955 per Francisco Andreu Martí que es dedica al disseny, fabricació i comercialització de mobiliari. Una empresa familiar nascuda a Alaquàs (l'Horta Sud) i que ha treballat la fusta com a principal matèria primera des dels seus inicis com a taller artesanal d'ebenisteria.
La demanda d'Andreu World es divideix en dos tipus de clients: la línia destinada a la llar i els productes per a les instal·lacions. En els últims anys l'empresa ha gestionat més d'un miler de projectes i els seus productes moblen instal·lacions dels cinc continents. La seva actitud enfocada a la innovació també ha propiciat línies en la recerca de nous materials, particularment envers la tradició de la cultura de la fusta, que minimitzen l'impacte ambiental. El percentatge d'exportació d'Andreu World depassa el 65% del total de la producció, i la xarxa comercial comprèn uns 70 països d'arreu del món.

## Història
En 1955 Francisco Andreu Martí (Alaquàs, 1938) hereta del seu pare un petit taller de fusteria i el converteix en una empresa que fabrica i ven peces de fusta a altres empreses. Poc després, l'empresa produeix els seus primers mobles de disseny, el model 72 (l'any 1957) i el model 123 (1963), amb una notable influència de l'estil nòrdic. L'empresa aniria adoptant a poc a poc una cultura del disseny i adoptà el nom de Curbados Andreu en referència al treball artesanal amb la fusta.
Durant els anys 70 l'empresa canvia el seu nom a l'actual i àmplia la seva plantilla i la seva producció, així com la seva projecció internacional, gràcies en part per la seva participació en fires de disseny de Colònia, Milà o Chicago. En els últims anys han enfocat la seva nova producció cap al mobiliari d'exterior sense abandonar el mobiliari d'interior.
Treballa amb dissenyadors i arquitectes de prestigi internacional com Patricia Urquiola, Jasper Morrison, Alfredo Häberli, Benjamin Hubert, Lievore Altherr Molina, Piergiorgio Cazzaniga o Xavier Mariscal, entre d'altres. Tot plegat ha servit a l'empresa per rebre diversos reconeixements com el Premi Nacional de Disseny (Espanya) de 2007 per la «coherència en l'ús del disseny com a estratègia empresarial» i la «labor de creació d'oportunitats per a nous talents i de difusió de la cultura del disseny», el Best of NeoCon Awards (Chicago) de 2014 per les col·leccions Flex Corporate (premi d'or en la categoria «seients»), Raglan (premi d'or en la categoria «sofàs i salons»), totes dues dissenyades per Piergiorgio Cazzaniga, i Unos (premi de plata en la categoria «cadires apilables»), dissenyada per Jasper Morrison. El 2018 va guanyar el Red Dot Design Award a la butaca Capri Lounge (categoria «Seients: Lounge»), de Piergiorgio Cazzaniga i a la cadira Nuez (categoria «Seients: Conferència») de Patricia Urquiola; i novament el Best of NeoCon Awards a la butaca Flex (categoria «seients corporatius») de Piergiorgio Cazzaniga.